# Fondón
Fondón ist eine spanische Gemeinde im Verwaltungsgebiet Alpujarra Almeriense der Provinz Almería in der Autonomen Gemeinschaft Andalusien. Die Bevölkerung von Fondón bestand im Jahr 2024 aus 1.133 Einwohnern. 

## Geografie
Die Gemeinde grenzt an Abrucena, Almócita, Beires, Berja, Dalías und Láujar de Andarax. 

## Geschichte
Die Stadt geht auf die Zeit von  Al-Andalus zurück. Der Ort wurde nach der Vertreibung der Mauren im 16. Jahrhundert von Siedlern neu besiedelt.